# Cornigamasus
Cornigamasus es un género de ácaros perteneciente a la familia Parasitidae.

## Especies
- Cornigamasus coleoptratorum
- Cornigamasus imitans Athias-Henriot, 1980
- Cornigamasus lunariformis Athias-Henriot, 1980
- Cornigamasus lunarioides Athias-Henriot, 1980
- Cornigamasus lunaris (Berlese, 1882)
- Cornigamasus lunaroides Ma, 1986
- Cornigamasus ocliferius Skorupski & Witalinski, 1997
- Cornigamasus quasilunaris Athias-Henriot, 1980